# Birthe Kjær
Birthe Kjær, född 1 september 1948, är en dansk schlagersångerska som påbörjade sin karriär i slutet av 1960-talet. Hon representerade Danmark vid Eurovision Song Contest 1989 med sången Vi maler byen rød, som kom på tredje plats. Hon ledde den danska uttagningen 1990 och tävlade 1991 med sången Din musik, min musik.
Kjær var partner med företagsledaren och miljardären Fritz Schur under två och ett halvt år på 1990-talet.